# Gente humilde
Gente humilde (Gente umile) è una canzone composta nel 1945 dal chitarrista e cantante Aníbal Augusto Sardinha  "Garoto" (1915-1955) e ripresa, verso la fine degli anni '60, da Vinícius de Moraes e Chico Buarque. 
Fu incisa dall'attrice e cantante brasiliana Angela Maria nel 1970 e pubblicata nell'album Angela de todos os temas, sempre lo stesso anno Chico realizzò una sua versione, mentre si trovava in esilio, che fu inclusa nell'album Chico Buarque de Hollanda N°4.

## Storia e significato
In una nota nel diario di Garoto, risulta che il brano fu presentato per la prima volta nel suo programma di assolo di chitarra, sulla Rádio Nacional, il 18 settembre 1945. La prima audizione pubblica di questa musica di cui si hanno notizie, si è tenuta a San Paolo, il 16 marzo 1950 e il 06/11/1951 a Rio de Janeiro, nel programma Musica in Surdina, trasmesso dalla Radio Nacional.
Garoto alla fine degli anni 1960 era stato  praticamente dimenticato. Fino alla riscoperta della sua composizione, Gente humilde, da parte di Vinícius de Moraes che la riprese con il piccolo contributo di Chico Buarque. Dal 1970 il brano fu conosciuto su grande scala grazie a Angela Maria e allo stesso Chico.